# Ascorhynchus simplex
Ascorhynchus simplex là một loài nhện biển trong họ Ascorhynchidae. Loài này thuộc chi Ascorhynchus. Ascorhynchus simplex được miêu tả khoa học năm 1991 bởi Nakamura & Child.